# Kingsley Jayasekera
Weliwatta Kingsley Jayasekera (n.1924-f.2004) fue un actor, cantante y productor srilanqués, formó parte de la radio «Sri Lanka Broadcasting Corporation».

## Carrera
Jayasekera era un cantante de la radioemisora «Sri Lanka Broadcasting Corporation», en la que interpretó un tema musical junto a la cantante Priscila Opatha. Se hizo conocer con sus primeros temas musicales como Koomala Thaalen, Mey Pun, Namawu Namawu, Sukumaara Sithe Eyida, Raaweki Pem Gee, Duk Gage Rali Naga, Premi Mago, Ma Premaya Nothaka, Pun Wesage y Diya Naema Pinisa. Fue uno de los primeros intérpretes en interpretar todos sus temas musicales cantados en cingalés.
Jayasekera protagonizó su primera película titulada «Gambada Sundari», en la que se difundió a colores y producido en Ceilán, siendo filmado en 16 mm. Posteriormente actuó en otras dos películas cingaleses como «Surangani» y «Surathali». Luego Jayasekera también participa en otras películas como Radala Piliruwa, Nikan Awa, Manthreewaraya, Marahada, Anthima Hasuna
Jayasekera fue también un productor de varias obras, como Kapuwa Kapothi, Sundara Samiya, Sundara Birida, Dosthara Baaná, Guwane Maliga y Kalyana Mithraya.

## Vida personal
El padre de Jayasekara fue el primer director y propietario de una plantación antes de la guerra de Sri Lanka. Jayasekera  se casó con Sujatha Eragoda en 1952 y tuvo cinco hijos llamados Geethanjalee, Niranjani, Chandana, Priyankara y Anoja. Además era tío del periodista independiente y defensor de los derechos humanos y libre expresión, Rohan Jayasekera y suegro de Maheshi Jayasekera, la primera dama del secretario del Tribunal Supremo de Sri Lanka. Jayasekera falleció en febrero de 2004.